# Blamont
Blamont – miejscowość i gmina we Francji, w regionie Burgundia-Franche-Comté, w departamencie Doubs.
Według danych na rok 1990 gminę zamieszkiwało 1026 osób, a gęstość zaludnienia wynosiła 102 osoby/km² (wśród 1786 gmin Franche-Comté Blamont plasuje się na 162. miejscu pod względem liczby ludności, natomiast pod względem powierzchni na miejscu 430.).